# Norrköpings folkmusikfestival
Norrköpings folkmusikfestival är ett årligt återkommande arrangemang som äger rum i oktober. Festivalen arrangeras av Folkmusik i Linköping och startade 2003. Festivalen flyttade till Norrköping 2018, och bytte namn från Linköpings folkmusikfestival till Norrköpings folkmusikfestival 2019. Festivalen präglas av en ungdomlig stämning, en stor satsning på scendans samt av Studentspelmanslags-VM som arrangeras i samband med festivalen.
Festivalen är ej densamma som Linköpings spelmansstämma som äger rum i augusti.

## Historia

### 2003
Första upplagan av festivalen gick av stapeln på Nationernas hus i centrala Linköping. De stora dragplåstren var Hedningarna och Hoven Droven. V-Dala spelmanslag från Uppsala vann Studentspelmanslags-VM

### 2004
På grund av platsbrist samt ombyggnad av Nationernas hus flyttades festivalen till Folkets Park, Cupolen. Besökarantalet steg och exempel på band som spelade var Garmarna, Hoven Droven, Nåra, Björnlert-Löfberg-Pekkari, Sågskära och Bollnäsbygdens spelmanslag. Strängar och Rör från Linköping vann Studentspelmanslags-VM.

### 2005
Festivalen arrangerades även detta år på Cupolen och i artistutbudet märktes Ale Möller och Aly Bain, Fomp, Tsuumi, Hallgrim Hansegård, Klacklek och Ranarim. Malungs folkhögskola vann Studentspelmanslags-VM.

### 2006
Även detta år arrangerades festivalen på Cupolen och i artistutbudet märktes Triakel, Bäsk, Boot, GUF, MP3, Fatang och Linköping Jazz Orchestra, Johan Hedin, Pelle Björnlert, Ola Bäckström, Per Gudmundson, Anders Larsson och Patrik Andersson. Lustspel från Lund vann Studentspelmanslags-VM.

### 2007
Festivalen arrangerades 12–13 oktober och även detta år ökade publiksiffrorna till 1 600 personer på fredagen och 1 950 på lördagen. Bland artisterna fanns: Sofia Karlsson, Hoven Droven, Frifot, Boda Spelmanslag, Pelle Björnlert, Bengt Löfberg, Erik Pekkari, Emma Reid och Ellika Frisell. V-Dala Spelmanslag vann Studentspelmanslags-VM för andra gången.

### 2008
Festivalen arrangerades 10–12 oktober. Bland artisterna och grupperna fanns: Abalone Dots, Pelle Björnlert, Bengt Löfberg, Jonas Knutsson Horn Please!, Kersti Ståbi, Kraja, Mattias Pérez, Pelle & Erik spelar Allan, Östblocket, GUF, Vegar Vårdal och Patrik Andersson. SONUS från Stockholm vann Studentspelmanslags-VM med sina rekordmånga 34 musiker på scenen.

### 2009
Datum: 9–12 oktober. Samma lokaler som tidigare år. Bland artisterna utmärkte sig bland annat Ale Möller Band, 
Alla Fagra, Bazar Blå, Bröderna Tupp, Crooked Still (US), Erik & Katarina Hammarström, Garizim, GUF, Hitzaz, Kaja, Klintetten, Knapp Maria Pettersson & Knapp Karin Norrfors, Limbohofvet, Mia Marin & Mikael Marin, MP3, New Tango Orquesta, Per Eckerbom Band, Primus Motor, RAJ, Ralf Novak Rosengren, RäFV, Siri Karlsson, Sver (NO) och Sylvain & Jon. En fri danstävling genomfördes under festivalen, till schottis och finnskogspols-musik. 
Down North vann danstävlingen Kapplek, som arrangerades under festivalen i samarbete med Svenska Folkdansringen.

### 2010
Bland banden detta år fanns Valkyrien Allstars (NO), Den fule, Stockholm Lisboa Project, Blå Bergens Borduner, Malin Foxdal, Jonny Soling, Mats Berglund, Triller, Punsch, Bordun, Navarra (UK), Garizim, Abra Makabra, Kung Ottokar, Daniel Carlsson & Emma Reid, Giddabros, Hedningarna, Gunnar Idenstam, Syster Fritz och Rubliners.
Årets danstävling avgjordes till halling- och bingsjömusik. Studentspelmanslags-VM vanns detta år av Fårfiolerna, ett lag från Umeå.

### 2011
Ett år med stort artistutbud: Åsa Jinder, Beata Bermuda, Berndts Orkester, Bert Deivert (US) & Janne Zander, Bessman, Blåqvint, Christy O'Leary (Irl), Clemens, Ellika & Solo, Erik Røine (NO), Ethno On The Road, Glädjebussen, GUF, Göran Månsson Band, Görgen Antonsson, HiR, Anno 2010, Junekvintetten, Kraja, Kriminal Tango, Kulturskolan NKPG, L'chaim, Lunnevad Folk, LUS, Mittfolk, MP3, Musikkonservatoriet Falun, Nordic, Nätt & Nytt, Olav Luksengård Mjelva (NO) & Erik Rydvall, Over Sundet (DK), Per Eckerbom Band, Ragnhild Furebotten (NO), RAJ, Rajtan Tajtan Allstars, Räfven, Sheik, Skenet, Spelmän från Östergötland, Stormsteg, Sylvain & Jon, Tre Ögon i Bäcken, Trio 323, Tzeitel, Ulrika Gunnarsson Trio, Vilde, Väsen, Zimmes och ÖsUpp!.
Spelmanslags-VM vanns av elever från Gotlands folkhögskola. Även en solospel-tävling genomfördes, och i samarbete med Svenska Folkdansringen genomfördes danstävlingen Kapplek, som vanns av Dansvilda från Kungsängen.